# ヘンリー・ハワード (第13代サフォーク伯爵)
第13代サフォーク伯爵および第6代バークシャー伯爵ヘンリー・ハワード（英語: Henry Howard, 13th Earl of Suffolk、1779年8月8日 – 8月10日）は、イギリスの貴族。
父の第12代サフォーク伯爵ヘンリー・ハワードは1779年3月8日に死去したが、その時点で後継者となる息子が存命しておらず、妻のシャーロット・フィンチ（第3代エイルズフォード伯爵ヘニッジ・フィンチの娘）は妊娠中だった。生まれてくる赤ん坊が男子か女子かは不明だったため、サフォーク伯爵とバークシャー伯爵の爵位は一時的に保持者不在となった。そして、8月8日に生まれたヘンリー・ハワードが息子だったためすぐに爵位を継承したが、2日後の8月10日に夭折、大叔父のトマス・ハワードが爵位を継承した。8月23日、ウィルトシャーのチャールトンで埋葬された。